# Chalkville
Chalkville est un village situé dans l’État américain de l'Alabama, dans le comté de Jefferson.

## Démographie
| 2000  | - | - | - | - | - |
| ----- | - | - | - | - | - |
| 3 829 | - | - | - | - | - |